# Albertina
För andra betydelser, se Albertina (olika betydelser).

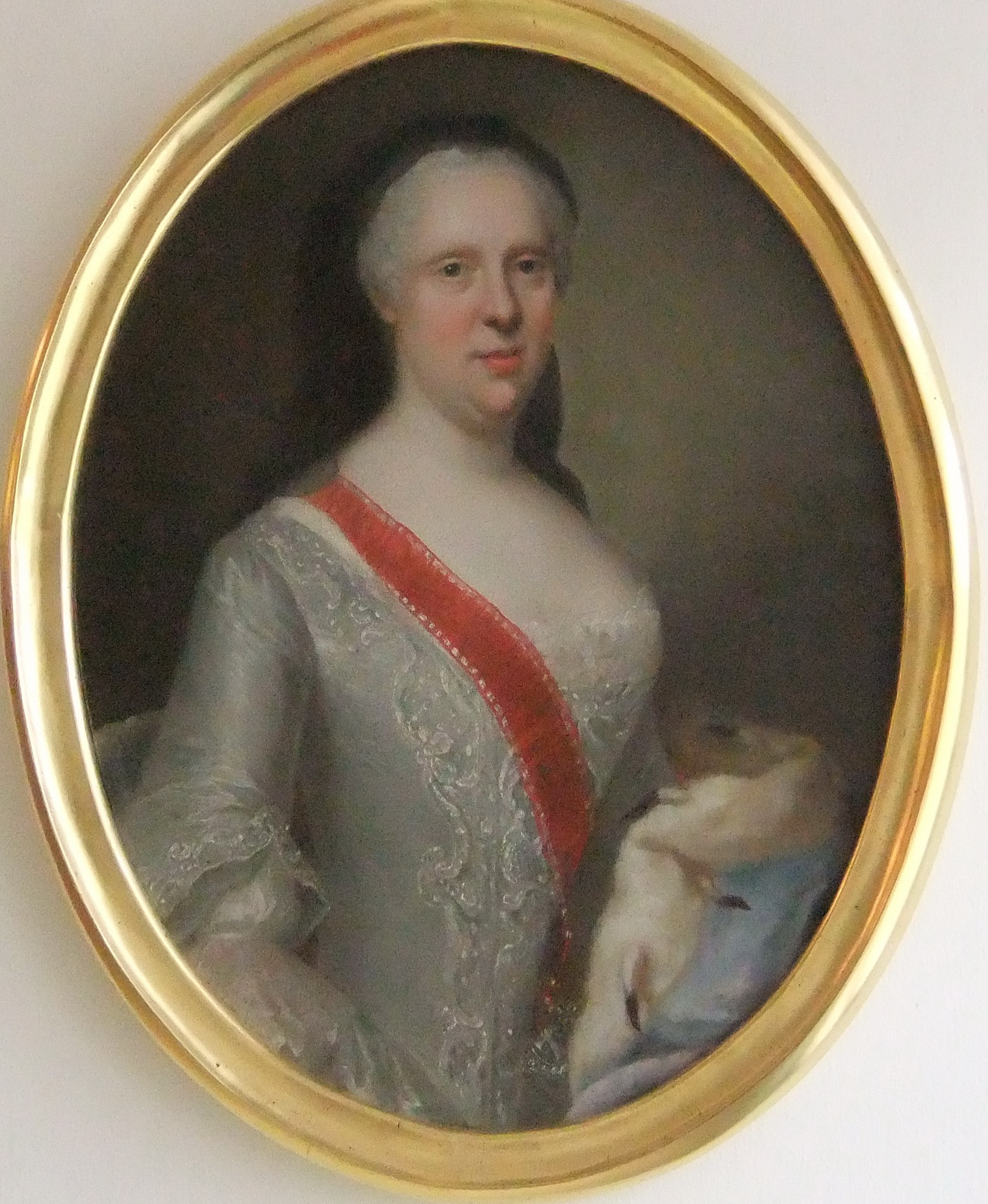
Albertina Frederika av Baden-Durlach

Albertina är ett tyskt kvinnonamn som har använts i Sverige sedan slutet av 1600-talet. Namnet är sammansatt av ord som betyder ädel och ljus. Den maskulina formen är Albert. En annan variant av namnet är den franska formen Albertine.
Den 31 december 2017 fanns det totalt 1 204 kvinnor folkbokförda i Sverige med namnet Albertina, varav 102 bar det som tilltalsnamn. Motsvarande siffror för Albertine var 47 respektive 11.
Namnet används också för ett flertal institutioner, främst i Centraleuropa, ofta genom att institutionen uppkallats efter en kunglig/furstlig person vid namn Albert.[källa behövs]
Namnsdag i Sverige: 30 augusti (1755–1900: 24 april, 1901–1992: 22 april). I den finlandssvenska namnsdagslängden har Albertina namnsdag 24 april sedan 2000.

## Personer med namnet Albertina eller Albertine
- Albertina Frederika av Baden-Durlach, kung Adolf Fredriks mor
- Albertine Agnes av Nassau, regent av Friesland
- Sofia Albertina av Sverige, svensk prinsessa
- Albertina Berkenbrock, brasiliansk martyr
- Albertina Carlsson, svensk zoolog
- Albertina Carri, argentinsk regissör
- Albertina Sisulu, sydafrikansk apartheidmotståndare